# Cyclistes Professionnels Associés
De Cyclistes Professionnels Associés (CPA) is een internationale vakbondsvereniging voor professionele wielrenners, erkend door de UCI. De organisatie is gevestigd in Estavayer-le-Lac in Zwitserland en heeft als taak om wielrenners te helpen met contractuele, juridische, fiscale en pensioenzaken. De Australische ex-prof Adam Hansen is de voorzitter sinds 2023.

## Geschiedenis

### CIRC
In 1925 verenigden renners, vooral uit Frankrijk en België, zich achter Henri Pélissier en Francis Pélissier onder de vlag van CIRC, de Cercle International des Routiers Cyclistes.

### AICPRO
Na de staking in Valence d'Agen tijdens de Ronde van Frankrijk 1978 vonden de verschillende vakbonden het nodig om een internationale vereniging op te richten, de AICPRO (Association Internationale des Groupes Cyclistes Professionnels). De eerste voorzitter was André Chalmel, omringd door Maurice Lippens en Felice Gimondi.

### CPA
De Ronde van Italië 1999 kende een vreemde start. De Italiaanse renners weigerden de controles van de Italiaans Olympisch Comité naast die van de UCI. Tegen deze achtergrond werd op initiatief van de Italiaanse rennersbond een nieuwe internationale vereniging opgericht ter vervanging van de AICPRO. Deze werd de CPA (Coureurs Professionnels Associés) genoemd. Het verenigde de Italiaanse, Spaanse, Portugese, Zwitserse, Franse, Duitse, Belgische en Nederlandse bonden. Om renners uit verschillende landen te "lokken", stelde de CPA haar kantoor open voor vertegenwoordigers van de verschillende nationale vakbonden. Deze vertegenwoordigers hebben echter geen stemrecht.
De CPA is een vereniging naar Zwitsers recht, opgericht in overeenstemming met artikel 60 en volgende van het Zwitserse Burgerlijk Wetboek. Het administratieve hoofdkantoor is gevestigd aan de rue Champ de la Vigne in Estavayer-le-Lac.
Het voorzitterschap werd toevertrouwd aan Francesco Moser, het algemene secretariaat aan Daniel Malbranque. Lange tijd werd de CPA georganiseerd als een overkoepelende organisatie door een aantal nationale verenigingen, met als gevolg dat niet alle profwielrenners vertegenwoordigd waren. In het bijzonder ontbraken nationale verenigingen uit Groot-Brittannië en de staten van de voormalige Sovjet-Unie. In november 2014 werd de Association of North American Professional Road Cyclists (ANAPRC) toegelaten tot de CPA, waarmee het het eerste niet-Europese lid werd. In 2016 sloten de Britse en Ierse Professional Cyclists' Association zich aan bij de CPA.
In 2017 lanceerde de CPA een sectie voor vrouwelijke wielrenners. Alessandra Cappellotto werd de eerste voorzitter van deze sectie. In concurrentie met deze CPA-sectie werd The Cyclists' Alliance opgericht door Iris Slappendel en Carmen Small als onafhankelijke vereniging voor vrouwelijke wielrenners.
Op 19 oktober 2007, tijdens de Algemene Vergadering gehouden in Como, werd de Fransman Cédric Vasseur verkozen tot nieuwe voorzitter, terwijl Daniel Malbranque werd herverkozen als algemeen secretaris. Paulo Couto werd gekozen als vicevoorzitter tijdens de vergadering van het Uitvoerend Comité op 1 december 2007 in Porto. In november 2009 trad Vasseur af als voorzitter, en werd Couto interim-voorzitter. Volgens de UCI telde de CPA 865 leden in 2008 en 2009.
In juli 2011 werd Gianni Bugno gekozen als nieuwe voorzitter van de CPA, met Pipe Gomez uit Spanje als vicevoorzitter en David Chassot uit Zwitserland als secretaris-generaal.
In juni 2018 besloot de vereniging die Nederlandse renners vertegenwoordigt de CPA te verlaten. Zij bekritiseerde het gebrek aan vertegenwoordiging van renners buiten de grote wielerlanden en sprak haar steun uit voor The Cyclists' Alliance. De presidentsverkiezing van 2018 was controversieel. Sinds 1999 werd het voorzitterschap van de CPA zonder stemming overgedragen van de ene voorzitter naar de andere. Dit jaar werd er voor het eerst een verkiezing gehouden, wat aanleiding gaf tot debatten tegen het stemproces. Bugno werd herverkozen ten koste van David Millar, dankzij het systeem van blokstemmen waarbij één vertegenwoordiger namens alle renners in de nationale vereniging stemt. Een groep van 27 renners, waaronder Chris Froome, Geraint Thomas, Greg Van Avermaet en Tom Dumoulin, bekritiseerde het verkiezingsproces, omdat volgens hen de renners individueel hadden moeten stemmen zonder lid te zijn van een nationale bond, wat voor de meesten niet mogelijk was.
In 2020 werden nieuwe nationale bonden uit België, Australië en Polen toegelaten.
Toenemende kritiek op de CPA, die door haar tegenstanders ervan werd beschuldigd een marionet van de UCI te zijn, leidde tot de aankondiging van een nieuwe bond, The Riders Union in november 2020.

## Doelstellingen
Het hoofddoel van de CPA is het verdedigen en verbeteren van de positie van renners door:
- hen, op dezelfde manier als de AIOCC en de AIGCP, te betrekken bij het werk en de beslissingen van de UCI
- permanente vertegenwoordigers te hebben in de belangrijkste commissies van de UCI en in de UCI World Tour Council
- de acties van de nationale bonden coördineren en als doorgeefluik fungeren bij problemen die het nationale kader overstijgen
- bijdragen aan een beter imago van de strijd tegen doping. Sinds enkele jaren wordt 2% van alle gewonnen prijzen geschonken als bijdrage aan de strijd tegen doping. Deze maatregel bestaat in geen enkele andere professionele sport.
- betrouwbare werkrelaties tot stand brengen tussen renners en hun werkgevers en, in overleg met diezelfde werkgevers, minimumlonen en sociale zekerheid vaststellen in overeenstemming met de risico's die het beroep met zich meebrengt
- het verbeteren van de relaties van renners met alle bij de wielersport betrokken partijen
- het verdedigen van hun recht om hun beroep uit te oefenen bij de autoriteiten.

## Voorzitters
- 1999-2007: Francesco Moser
- 2007-2009: Cédric Vasseur
- 2009-2010: Paulo Couto
- 2011-2023: Gianni Bugno
- 2023-heden: Adam Hansen

### Vicevoorzitter
- 2007-2009: Paulo Couto
- 2011-heden: Pipe Gomez

### Secretaris-generaal
- 1999-2007: Daniel Malbranque
- 2011-heden: David Chassot